# Pietra bianca di Siracusa
La pietra bianca di Siracusa, detta anche pietra arenaria di Siracusa o in dialetto locale pietra giuggiulena (pietra-torrone di sesamo) a volte italianizzata in pietra giurgiulena,  è una roccia sedimentaria, formatasi nel Miocene, composta prevalentemente da calcareniti organogeni e ghiaie poligeniche.

## Caratteristiche
La pietra non presenta fratture, è di porosità media e fossilifera (contiene resti di conchiglie). Essendo calcare tenero, ben si presta all'intaglio.
La sua colorazione è stata definita con più gradazioni che vanno dal bianco al giallo: beige, ocra, giallognolo.

## Storia e utilizzo

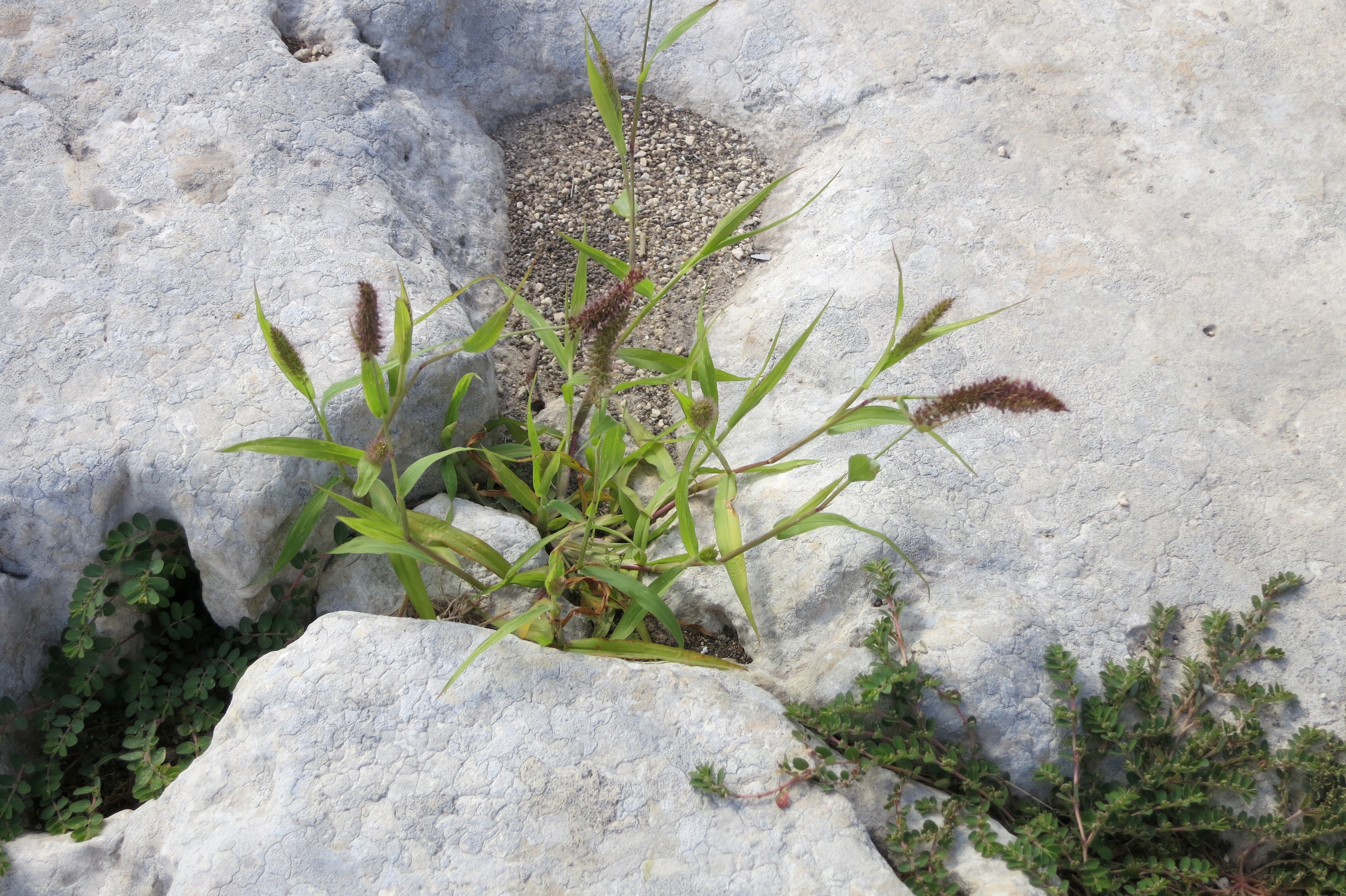
La pietra bianca di Siracusa nell'area archeologica della Neapolis

La pietra è tipica delle cave dei monti Iblei. Essa è venuta alla luce quando i monti Iblei sono affiorati dalla superficie del mare: Miocene superiore-Pliocene per l'entroterra e tempi più recenti, Pleistocene superiore, per la zona costiera di Siracusa (formazione monti Climiti, membro dei calcari di Siracusa).
Particolarmente conosciute e sfruttate sono state le cave di Siracusa, dalla cui città la pietra prende il nome, e quelle di Palazzolo Acreide, Noto e Modica.
In epoca greca la polis di Syrakousai venne edificata estraendo dalle latomie - parole che deriva dal greco antico: Lytos, ossia Pietra - la bianca roccia calcarea.
Con il tempo le cave di estrazione si sono notevolmente ridotte. Dal XVII secolo la pietra, usata ad esempio per edificare i monumenti medievali di Ortigia, è stata estratta da Palazzolo Acreide (per questo detta "Pietra di Palazzolo"), ma essa differiva da quella usata per i monumenti d'epoca greca (proveniente dalle cave locali).
Odiernamente la pietra degli Iblei proviene, per utilizzi commerciali, principalmente dall'area del comune di Palazzolo Acreide, anche se il suo nome è rimasto maggiormente legato a Siracusa.
Nel secolo scorso Anthony Blunt ha scritto sulle caratteristiche di questa pietra:
(Anthony Blunt, Barocco siciliano, Milano 1968, p. 31.)